# Sancțiuni internaționale împotriva Republicii Federale Iugoslavia
Pe parcursul războaielor iugoslave din anii 1990 și începutul anilor 2000, au fost impuse mai multe rânduri de sancțiuni internaționale împotriva fostelor republic iugoslave Serbia și Muntenegru care au format împreună o nouă țară intitulată Republica Federală Iugoslavia.
În prima rundă de sancțiuni, care au fost impuse ca răspuns la războaiele bosniac și croat și a durat între aprilie 1992 și octombrie 1995, Iugoslavia a fost plasată sub embargoul Organizațiilor Națiunilor Unite (ONU). Embargoul a fost ridicat în urma semnării Acordului de la Dayton, care a pus capăt conflictului prin Rezoluția 1021 a Consiliului de Securitate ONU. Atât în timpul războiului din Kosovo între 1998–1999 cât și după încheierea acestuia, Iugoslavia a fost încă odată sancționată de ONU, Statele Unite și Uniunea Europeană (la vremea respectivă făceau parte Franța, Germania, Belgia, Țările de jos, Luxemburg, Italia, Regatul Unit, Irlanda, Danemarca, Grecia, Spania, Portugalia, Austria, Finlanda și Suedia). După înlăturarea președintelui iugoslav Slobodan Milošević în octombrie 2000, sancțiunile împotriva Iugoslaviei au început să fie retrase și majoritatea au fost ridicate până la 19 ianuarie 2001.
Sancțiunile au avut un impact major asupra economiei Serbiei și Muntenegrului și societății, Serbia fiind cel mai rău afectată cu PIB-ul prăbușindu-se de la 24 milioane de dolari în 1990 la 10 milioane de dolari în 1993. Nivelurile sărăciei au crescut din nou când sancțiunile internaționale au fost reimpuse în 1998. Se estimează că aproximativ 800.000 de oameni au emigrat din Serbia în anii 1990, din care 20% aveau studii superioare.

## Context
În 1991, Iugoslavia se afla în proces de destrămare, republicile vestice Slovenia și Croația declarându-și independența. În a doua jumătate a anului, Războiul de Independență al Croației s-a intensificat, fiind marcat de campania iugoslavă din Croația din 1991. La 25 septembrie 1991, Rezoluția 713 a Consiliului de Securitate al ONU a impus un embargo asupra armelor și echipamentelor militare destinate Iugoslaviei, în încercarea de a sprijini Conferința pentru Iugoslavia, care urmărea rezolvarea pașnică și prin negociere a crizei.
La 8 noiembrie 1991, Comunitatea Economică Europeană a impus primele sancțiuni economice împotriva fostelor republici iugoslave. Ulterior, la 2 decembrie, sancțiunile au fost ridicate pentru toate republicile, cu excepția Serbiei și Muntenegrului. Sancțiunile au interzis statelor membre ale Comunității Economice Europene importul de textile din Iugoslavia și au suspendat un total de 1,9 miliarde de dolari din pachetele de ajutor promise anterior Iugoslaviei. Aceste măsuri au fost adoptate după eșecul implementării a douăsprezece încetări ale focului în zona de război din Croația. La începutul anului 1992, dezintegrarea RSF Iugoslavia a fost recunoscută pe plan internațional. Fostele republici iugoslave Serbia și Muntenegru au format un nou stat mai mic, numit Republica Federală Iugoslavia. Până la sfârșitul primăverii anului 1992, în Republica Bosnia și Herțegovina a izbucnit războiul.

## Istorie
La 30 mai 1992, Consiliul de Securitate al Națiunilor Unite a adoptat rezoluția 757 cu 13 voturi pentru și niciun vot împotrivă. Aceasta a interzis comerțul internațional, cooperarea științifică și tehnică, schimburile sportive și culturale, călătoriile aeriene și deplasările oficialilor guvernamentali din Republica Federală Iugoslavia. În ziua următoare, președintele american George H. W. Bush a ordonat Departamentului Trezoreriei să confisce toate activele guvernului iugoslav aflate în Statele Unite, evaluate la aproximativ 200 de milioane de dolari la acea vreme. Președintele francez François Mitterrand a întârziat inițial adoptarea rezoluției, propunând eliminarea interdicției sportive, dar a acceptat să păstreze această măsură în schimbul unei clarificări scrise care să stipuleze că combatanții sârbi nu erau singurii responsabili pentru Războiul din Croația. Cu toate acestea, Rezoluția 757 a vizat exclusiv Republica Federală Iugoslavia, fără a impune sancțiuni statelor desprinse din fostul stat iugoslav.
La 16 noiembrie 1992, Consiliul de Securitate al Organizației Națiunilor Unite a adoptat rezoluția 787, impunând o interdicție generalizată asupra transporturilor către și dinspre Iugoslavia. Aceasta a fost urmată de o serie de blocade navale, începând cu Operațiunea Maritime Guard și continuând cu Operațiunea Sharp Guard. Pe parcursul conflictului armat din fosta Iugoslavie, Consiliul de Securitate a adoptat peste o sută de rezoluții, unele dintre ele vizând entități sârbe din afara Republicii Federale Iugoslavia. Rezoluțiile 820 și 942 au interzis în mod specific schimburile comerciale și au înghețat activele Republicii Srpska, la acea vreme un stat sârb nerecunoscut, creat în urma războiului din Bosnia și Herțegovina. Sancțiunile împotriva Serbiei au fost suspendate oficial prin rezoluția 1022, la o zi după semnarea Acordului de la Dayton, pe 22 noiembrie 1995.
După încheierea Războiului din Bosnia, sancțiunile ONU împotriva Iugoslaviei au fost complet ridicate după alegerile din Bosnia, desfășurate la 14 septembrie 1996. Cu toate acestea, un „zid exterior” de sancțiuni – legat de aderarea la instituții financiare internaționale – a rămas în vigoare, condiționat de cooperarea cu Tribunalul Penal Internațional pentru fosta Iugoslavie (TPII) și de respectarea drepturilor omului în Kosovo. La 1 octombrie 1996, Rezoluția 1074 a Consiliului de Securitate al ONU a anulat toate rezoluțiile anterioare împotriva Republicii Federale Iugoslavia. În pofida ridicării sancțiunilor ONU, Statele Unite au menținut „zidul exterior” de sancțiuni, împiedicând Iugoslavia să devină membră a instituțiilor internaționale.
O a doua serie de sancțiuni internaționale a fost impusă împotriva Iugoslaviei în 1998, pe fondul intensificării violențelor din Kosovo. La 31 martie 1998, Consiliul de Securitate al ONU a adoptat Rezoluția 1160, instituind un embargo asupra armelor destinate Iugoslaviei. Ulterior, Uniunea Europeană a interzis companiei JAT Yugoslav Airlines să opereze zboruri către statele membre ale UE și a înghețat activele guvernului iugoslav aflate în aceste state. La 24 martie 1999, NATO a început bombardarea Iugoslaviei, iar Statele Unite și Uniunea Europeană au adoptat noi interdicții comerciale și de ajutor financiar, inclusiv o interdicție privind exportul de petrol către Iugoslavia. Uniunea Europeană a încheiat sancțiunile împotriva Iugoslaviei la 9 octombrie 2000, permițând reluarea zborurilor comerciale și comerțului cu petrol între statele membre și Iugoslavia.

## Hiperinflația dinarului iugoslav sub sancțiuni

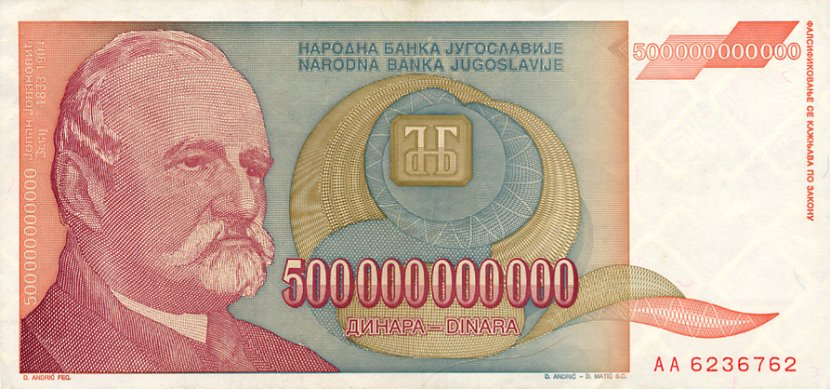
O bancnotă de 500 de miliarde de dinari iugoslav tipărită în 1993. Prima hiperinflație a dinarului iugoslav a durat din 1992 până în 1994.

Începând cu 1992, masa monetară a economiei iugoslave a crescut considerabil pentru a finanța războaiele, ceea ce a dus la o hiperinflație prelungită, care a durat 25 de luni. În 1993, dinarul a înregistrat o rată lunară a inflației de 313 milioane la sută. Hiperinflația a atins apogeul când inflația lunară a dinarului a ajuns la incredibila valoare de 5,578 cvintilioane la sută.
În vârful crizei, în ianuarie 1994, guvernul iugoslav l-a recrutat pe Dragoslav Avramović, fost economist la Băncii Mondiale, în calitate de consilier economic. La 24 ianuarie 1994, Avramović a introdus un nou dinar iugoslav, cu un raport de schimb de 1:1 față de marca germană. În lunile următoare, masa monetară s-a stabilizat, dinarul nu a înregistrat aproape nicio devalorizare, iar penuriile de bunuri de strictă necesitate s-au redus semnificativ. Datorită succesului noului dinar, Avramović a fost numit guvernator al Băncii Naționale a Iugoslaviei la 2 martie 1994. Într-un interviu pentru The New York Times, Avramović a afirmat că programul său fiscal putea fi susținut în ciuda sancțiunilor:
Moneda este stabilă, am atins independența agricolă, iar producția industrială a crescut cu 40% față de sfârșitul anului trecut. Sperăm ca sancțiunile să fie ridicate, pentru că nu fac decât să creeze dușmani. Totuși, programul nostru este sustenabil indiferent de situație.
Economiștii au avut opinii diferite despre posibilitatea evitării hiperinflației în condițiile sancțiunilor internaționale. Ljubomir Madžar, economist, a declarat în același articol al New York Times:
Rezervele de valută nu sunt suficiente, producția nu poate înregistra o expansiune susținută sub embargou, iar deficitul bugetar va crește până la sfârșitul anului, ducând la o nouă hiperinflație.
Avramović a fost destituit din funcție de Adunarea Națională a Iugoslaviei la 15 mai 1996. Sancțiunile internaționale au fost reimpuse în 1998 din cauza războiului din Kosovo, iar începând cu 31 martie 1998, dinarul iugoslav a fost cotat la o paritate de 6 dinari la 1 marcă germană.

## Efecte asupra populației Iugoslaviei
În 1989, venitul mediu anual al locuitorilor din Iugoslavia era de aproximativ 3.000 de dolari. În octombrie 1992, la mai puțin de un an de la implementarea primelor sancțiuni, economistul Miroljub Labus a estimat că venitul mediu scăzuse la aproximativ 1.500 de dolari pe an. În septembrie 1992, când benzina mai era disponibilă la unele stații de alimentare, un galon (3,8 litri) se vindea echivalentul a 15 dolari americani. Ca urmare a restricțiilor impuse asupra petrolului și gazelor, proprietarilor de autovehicule din Iugoslavia li s-a alocat un rațion de 3,5 galoane de benzină pe lună, începând cu octombrie 1992. În noiembrie 1992, statul a început să vândă stații publice de alimentare către persoane private, în încercarea de a eluda sancțiunile asupra combustibilului. Aceste stații au fost cumpărate de persoane cu resurse financiare considerabile și influență în societate; liderul paramilitar Željko „Arkan” Ražnatović a achiziționat mai multe stații de alimentare de la stat în această perioadă. Din cauza sancțiunilor, mulți oameni au renunțat la utilizarea mașinilor personale. Operatorul de transport public din Belgrad, GSP, nu mai putea genera venituri, deoarece flota sa s-a redus din lipsă de finanțare. Acest lucru a dus la supraaglomerarea autobuzelor, iar biletele nu mai puteau fi colectate de la pasageri. Treptat, întreținerea autobuzelor GSP a fost neglijată. În anii târzii ai deceniului 1990, după reintroducerea sancțiunilor în urma conflictului din Kosovo, starea precară a autobuzelor a culminat cu un incident tragic: un pasager care stătea deasupra unei roți a căzut prin podeaua ruginită a autobuzului și a decedat pe loc.
O evaluare realizată de Agenția Centrală de Informații (CIA) în 1993 asupra sancțiunilor a notat că „sârbii s-au obișnuit cu penurii periodice, cozi ocazionale pentru a face cumpărături, locuințe reci pe timpul iernii și întreruperi de curent frecvente, o consecință a ineficienței economice cronice a Serbiei”. Spitalele au resimțit lipsuri acute de medicamente, inclusiv antibiotice, vaccinuri și tratamente împotriva cancerului. În octombrie 1993, biroul Înaltului Comisar al Națiunilor Unite pentru Refugiați (UNHCR) din Belgrad a estimat că aproximativ 3 milioane de persoane din Serbia și Muntenegru trăiau la limita sărăciei sau sub acest prag. Până la sfârșitul anului 1993, spitalele nu mai dispuneau de antibiotice de bază și de echipamente funcționale, precum aparate de radiografie. În aceeași perioadă, stațiile de alimentare cu benzină și-au încetat activitatea. În octombrie 1993, pentru a conserva energia, guvernul iugoslav a început să întrerupă căldura și electricitatea în apartamentele rezidențiale. În noiembrie 1994, 87 de pacienți au decedat în Institutul de Sănătate Mintală din Belgrad, care nu dispunea de căldură, alimente sau medicamente. Potrivit relatărilor, pacienții spitalului umblau dezbrăcați, nesupravegheați. În mai 1994, ziarul The New York Times a raportat că rata sinuciderilor a crescut cu 22% de la implementarea sancțiunilor împotriva Iugoslaviei.
În republica iugoslavă Muntenegru, cea mai mare topitorie de aluminiu din regiune, Combinatul de Aluminium din Podgorica, a încetat să mai funcționeze după implementarea sancțiunilor. În 1993, președintele Republicii Muntenegru din Iugoslavia, Momir Bulatović, a declarat că sancțiunile provoacă o penurie masivă de alimente în Muntenegru.